# Aïn Tounga
Aïn Tounga —en àrab عين تونقة, ʿAyn Tūnqa, o عِينْ طُنْقة, ʿAyn Ṭunqa— és una població de la governació de Beja, al nord de Tunísia, a uns 15 kilòmetres de la ciutat de Testour. S'hi troba el jaciment antic de Thignica.